# Lago Saint-Louis
El lago Saint-Louis (del inglés: Lake Saint-Louis); en francés: lac Saint-Louis es un lago de Canadá localizado al suroeste de la provincia de Quebec, justo al sur de la isla de Montreal, en la confluencia de los ríos San Lorenzo, Ottawa. Habitualmente el lago se considera parte del curso del propio río San Lorenzo. Las islas que están en el lago son parte del archipiélago de Hochelaga, como la isla de L'Île-Dorval (0,20 km²),  la isla Dowker (1 km²) y las islas de la Paix (que forman parte de la Îles de la Paix National Wildlife Area).
El lago está limitado al norte y al este por la isla de Montreal, y al oeste por la isla de Perrot. Además, está limitada por las municipalidades regionales de Beauharnois-Salaberry, Roussillon y Vaudreuil-Soulanges.
La ciudad de Beauharnois (12.011 hab. en 2011), con su gran presa, y el canal Beauharnois se encuentran al sur. El lago es atravesado por la vía marítima del San Lorenzo, uniéndose los canales de South Shore y Beauharnois.
En su extremo oeste el lago conecta con el lago de las Dos Montañas, a través de una esclusa localizada en Sainte-Anne-de-Bellevue, para salvar la diferencia de altitud.
La costa de isla West (150,11 km²) está en su mayoría urbanizada con casas privadas, pero incluye algunos parques y clubes para yates, vela, canoa y kayak.
En el lago viven muchas especies de peces, incluyendo la perca amarilla.

## Historia
El nombre de Saint-Louis [San Luis] viene de un joven explorador francés, Louis, al que Samuel de Champlain encargó la exploración del río Ottawa en compañía de dos amerindios. Después de llegar a la ubicación actual de la ciudad de Ottawa, los exploradores se volvieron para regresar a la colonia. Durante el viaje de regreso, mientras navegaban en las aguas de un lago cercano a la isla de Hochelaga (Montreal), los tres exploradores decidieron hacer un alto en una isla para cazar algunas garzas.
La partida de caza se extendió tarde en el día, y ansioso por regresar a puerto antes de caer la noche, Louis decidió tomar un atajo a lo largo de la costa norte. Louis y sus dos compañeros se aventuraron en los rápidos y sus canoas fueron aspiradas por un vórtice, atrapando a Louis y uno de los amerindios, que murieron ahogados. El amerindio sobreviviente llamado Savignon, regresó a ver a Champlain y le informó de la tragedia. Entristecido por la pérdida de su explorador, Champlain bautizó el lago en su memoria, así como los rápidos — que más tarde cambiaron su nombre por el de los rápidos de Lachine.
Muchos historiadores aún se preguntan hoy si Louis y su compañero se ahogaron en los rápidos de Lachine o bien en los de St-Anne-de-Bellevue. La isla Perrot, basándose en varias fuentes históricas, fue donde Louis y sus dos acompañantes se detuvieron para cazar las garzas, lo que hace muy posible que el fatal acceso directo tomado por Louis hayan sido los rápidos de St-Anne-de- Bellevue, que en ese momento eran más violentos que hoy debido al control de nivel de agua establecido por la central hidroeléctrica de Carillion. La ubicación exacta de la tragedia es muy difícil de determinar y es todavía una incertidumbre hoy día.